# 도고촌 (지바현)
도고촌(東郷村)은 지바현 조세이군에 일찍이 존재했던 촌이다. 현재의 모바라시 동부에 해당한다.
합병 후 신설된 오아자토고(大字東郷)나 모바라시립토고초등학교 등에 그 이름을 남긴다. 

## 역사
- 1889년 4월 1일 - 정촌제 시행에 의해 9개 촌이 합병해 나가레군 도고촌이 성립하였다.
- 1899년 4월 1일 - 나가레군이 폐지되어 조세이군이 되었다.
- 1952년 4월 1일 - 모바라 정, 도고촌, 도요다촌, 니노미야혼고촌, 쓰루에촌, 고고촌과 합병해, 모바라시가 신설되어, 동일 도고촌은 폐지되었다.